# 飞凤信号场
飞凤信号场是位于韩国庆尚北道义城郡义城邑飞凤里的一个号志站，属于中央线。

## 历史
- 1971年4月10日 - 落成使用[1]。
- 2024年12月20日 - 廢止。

## 邻近车站
韓国铁道公社
中央線
义城站 - 飞凤信号场 - 塔里站